# مجید مسعودی
مجید مسعودی (۱۳۰۱ تهران - ۱۳۷۰ لندن) مترجم ایرانی بود.
تحصیلات متوسطه را در مدارس علمیه و دارالفنون گذراند. پس از جنگ جهانی دوم به‌عنوان مترجم در وزارت دارایی و شرکت نفت مشغول به‌کار شد. در ۱۳۳۶ش به لندن رفت و همکاریش را با بخش فارسی رادیو بی‌بی‌سی آغاز کرد. مسعودی در ۱۳۶۰ بازنشسته شد. وی علاوه بر کار در بی‌بی‌سی به فعالیت فرهنگی نیز می‌پرداخت.

## جوایز
مسعودی برای ترجمهٔ کتاب فلسفه تاریخ ابن خلدون در سال ۱۳۵۲ برندهٔ جایزه سلطنتی کتاب سال شد.

## ترجمه‌ها
- تاریخ انگلستان اثر آندره موروا
- همیشه عنبر اثر کاتلین وینسور
- از ترحم برحذر باش اثر اشتفان تسوایگ